# 新谷恵
新谷 恵（にいや めぐみ、4月16日 - ）は、日本の声優、舞台女優。埼玉県出身。

## 略歴
勝田声優学院13期生。
以前はオフィス野沢、劇団ムーンライトに所属していた。

## 人物
趣味は映画鑑賞、音楽鑑賞、マグカップ集め、ポストカード集め。特技はボーとする事。
資格は保母資格、幼稚園教諭第二種。

## 出演

### テレビアニメ
- アキハバラ電脳組[4]（1998年、デンスケ、彼女）
- セイバーマリオネットJtoX（1998年、和樹）
- TRIGUN（1998年、女、子供）
- 快傑蒸気探偵団 TV ANIMATION SERIES（1998年、子供）
- MASTERキートン（1998年、若い女）
- 週刊ストーリーランド（1999年、ウェートレス）
- 神風怪盗ジャンヌ（1999年、女性キャスター 他）
- ギャラクシーエンジェル（2001年、遊園地のスタッフ）
- Di Gi Charat お花見すぺしゃる（2001年、せんせい）
- 王ドロボウJING（2002年）
- わがまま☆フェアリー ミルモでポン!（2002年、アンリ）
- きらりん☆レボリューション（2006年、風真虹太、Mr.なー、しぶき 他）

### 劇場アニメ
- アキハバラ電脳組 2011年の夏休み（デンスケ）

### ゲーム
- 星界の紋章（ルーキス）
- アイシア（ランドー）
- きらりん☆レボリューション めざせ!アイドルクイーン (Mr.なー)
- 虹色ドッジボール 〜乙女たちの青春〜（永瀬舞）
- Φなる・あぷろーち2 〜1st priority〜

### 吹き替え
- ナショナル・トレジャー リンカーン暗殺者の日記

### 実写
- 忍風戦隊ハリケンジャー（OL）